# Rio Dão
O rio Dão é um rio de planalto português que nasce na freguesia de Eirado, mais propriamente na Barranha, município de Aguiar da Beira, Distrito da Guarda, na região dos planaltos de Trancoso-Aguiar da Beira, numa zona em que a altitude oscila entre os 714 m e os 757 m e que faz parte da Região do Planalto Beirão.
O seu percurso é feito no sentido nordeste-sudoeste e, ao longo dele, para além de ter a Barragem de Fagilde no seu fio de água, atravessa ou demarca os limites dos municípios de Aguiar da Beira, Penalva do Castelo, Mangualde, Nelas, Viseu, Carregal do Sal, Tondela e Santa Comba Dão. 
Desagua no rio Mondego, em plena albufeira da Barragem da Aguieira, nos limites dos municípios de Santa Comba Dão, Mortágua e Penacova, depois de percorrer cerca de 92 km.
Os seus principais afluentes são o rio Carapito, a ribeira de Coja, o rio Sátão, o rio Pavia, a ribeira das Hortas e o rio Criz. No seu vale, zona de altitude com solo granito, situa-se a Região Demarcada do Dão, da qual se destaca a produção de excelentes vinhos.

## Imagens
- Rio Dão, pontes (antiga e nova) em Santa Comba Dão

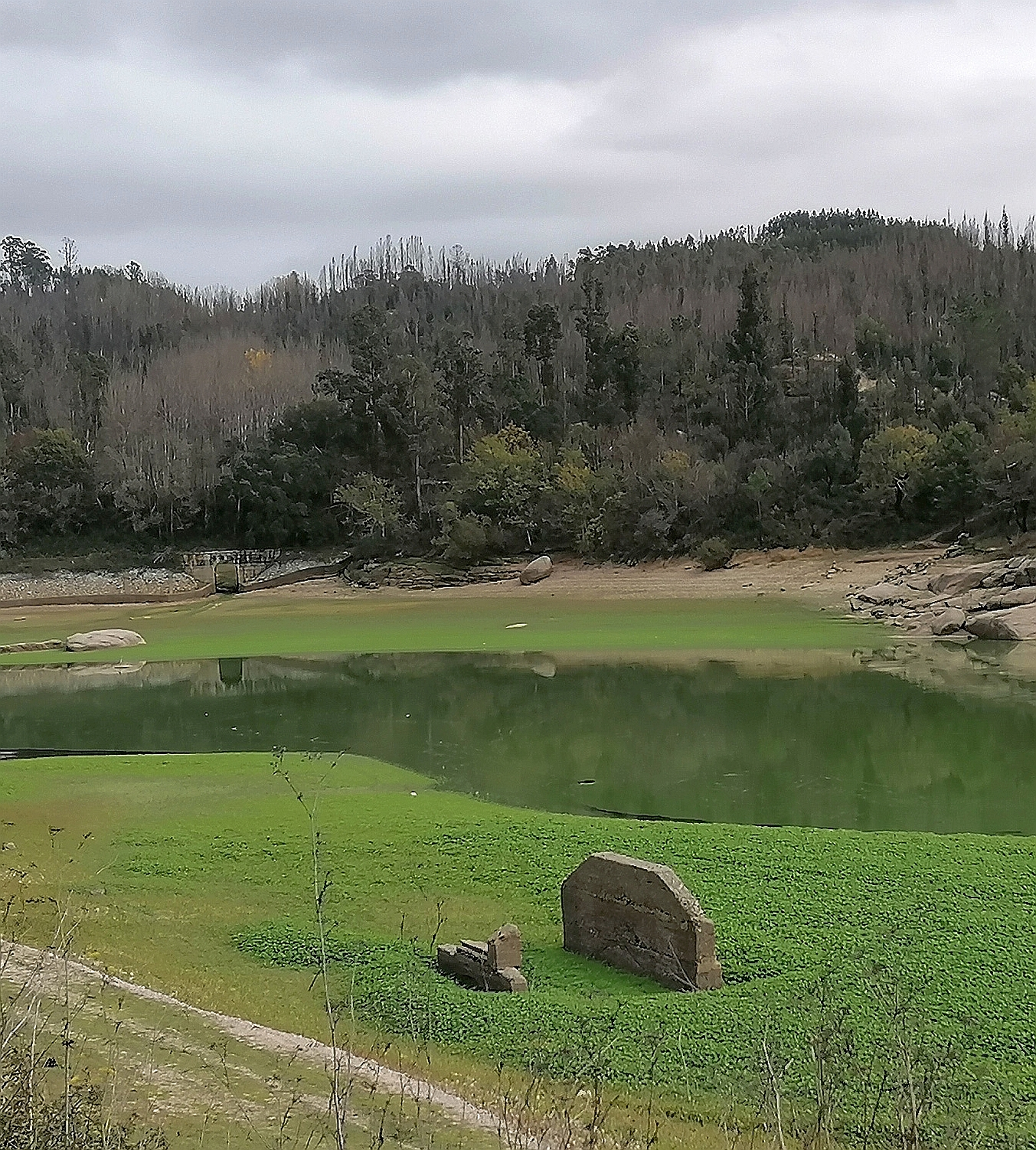
Nível baixo do rio Dão

## Afluentes
- Rio Carapito
- Ribeira de Coja
- Ribeira das hortas
- Rio Sátão
- Rio Pavia
- Rio Criz

## Barragens no rio Dão
- Barragem de Fagilde[3]

## Ligações extermas
- Modelo Geohidráulico das Águas Sulfúreas da Bacia do Rio Dão
- Percurso do Dão, no portal do Município de Aguiar da Beira